# Conseil régional de Franche-Comté
Conseil régional de Bourgogne-Franche-Comté
Hôtel de région
Le conseil régional de Franche-Comté est l'assemblée délibérante de la région française de Franche-Comté jusqu'au 31 décembre 2015, à la suite de l'incorporation de la région avec la Bourgogne afin de former la nouvelle région de Bourgogne-Franche-Comté. 
Il comprend 43 membres et siège à Besançon, dans des locaux composés de l'ancien hôtel Castan acquis en 1982 et des bâtiments voisins de l'ancienne institution Saint-Jean donnant sur le square Castan.
Sa dernière présidente est Marie-Guite Dufay (PS), élue le 28 mars 2004, aujourd'hui présidente du conseil régional de Bourgogne-Franche-Comté.

## Composition politique

### Élections régionales de 2010
| Tête de liste Étiquette politique (partis et alliances) | Tête de liste Étiquette politique (partis et alliances)         | Premier tour | Premier tour | Second tour | Second tour | Sièges | Sièges |  |
| Tête de liste Étiquette politique (partis et alliances) | Tête de liste Étiquette politique (partis et alliances)         | Voix         | %            | Voix        | %           | Nombre | %      |  |
| ------------------------------------------------------- | --------------------------------------------------------------- | ------------ | ------------ | ----------- | ----------- | ------ | ------ |  |
|                                                         | Alain Joyandet Majorité présidentielle (UMP - NC - MPF - CPNT)  | 128 225      | 32,13        | 173 505     | 38,35       | 12     | 27,90  |  |
|                                                         | Marie-Guite Dufay sortante Parti socialiste (PRG - MRC)         | 119 160      | 29,86        | 214 582     | 47,43       | 27     | 62,80  |  |
|                                                         | Alain Fousseret Europe Écologie                                 | 37 333       | 9,36         | 214 582     | 47,43       | 27     | 62,80  |  |
|                                                         | Sophie Montel Front national                                    | 52 440       | 13,14        | 64 370      | 14,23       | 4      | 9,30   |  |
|                                                         | Evelyne Ternant Front de gauche                                 | 16 172       | 4,05         |             |             |        |        |  |
|                                                         | Christophe Grudler Mouvement démocrate (AÉI)                    | 14 036       | 3,52         |             |             |        |        |  |
|                                                         | Laurence Lyonnais Nouveau parti anticapitaliste                 | 13 087       | 3,28         |             |             |        |        |  |
|                                                         | Christophe Devillers Extrême droite (PDF - MNR - Front comtois) | 9 820        | 2,46         |             |             |        |        |  |
|                                                         | Claude Buchot Divers écologiste                                 | 4 471        | 1,12         |             |             |        |        |  |
|                                                         | Michel Treppo Lutte ouvrière                                    | 4 314        | 1,08         |             |             |        |        |  |
|                                                         |                                                                 |              |              |             |             |        |        |  |
| Inscrits                                                | Inscrits                                                        | 811 387      | 100,00       | 811 312     | 100,00      |        |        |  |
| Abstentions                                             | Abstentions                                                     | 396 509      | 48,87        | 341 194     | 42,05       |        |        |  |
| Votants                                                 | Votants                                                         | 414 878      | 51,13        | 470 118     | 57,95       |        |        |  |
| Blancs et nuls                                          | Blancs et nuls                                                  | 15 820       | 3,81         | 17 661      | 3,76        |        |        |  |
| Exprimés                                                | Exprimés                                                        | 399 058      | 96,19        | 452 457     | 96,24       |        |        |  |

## Exécutif régional

### Présidents du conseil régional (jusqu'en 2015)
- Edgar Faure (1976-1981)
- Jean-Pierre Chevènement (1981-1982)
- Edgar Faure (1982-1988)
- Pierre Chantelat (1988-1998)
- Pierre Milloz (1998)
- Jean-François Humbert (1998-2004)
- Raymond Forni (2 avril 2004 - † 5 janvier 2008)
- Marie-Guite Dufay (24 janvier 2008 - 31 décembre 2015)